# لواکر
لواکر (انگلیسی: Loacker) شرکت صنایع غذایی ایتالیایی است، که در سال ۱۹۲۵ توسط آلفونس لواکر تأسیس شد.